# Hory Farkas
Hory Farkas, névvariáns: Hóry Farkas (Kótaj, 1813. október 30. – Magyargyerőmonostor, 1872. október 25.) költő, református lelkész. Gyarmathy Zsigáné (Hóry Etelka) és Hory Béla (1845–1909) író, árvaszéki elnök apja, Hory András (1883–1971) diplomata nagyapja.

## Pályája
Hory András birtokos és Rácz Zsuzsánna fia. Nyolcan voltak testvérek, ő volt a hetedik. Apja 1819-ben meghalt, és anyja gyermekeivel 1820-ban Erdélybe, Tasnádra költözött testvéréhez, aki vagyonuk egy részét elherdálta. Két évvel később Nagykárolyba, majd egy évvel később Szilágy-Nagyfaluba, megmaradt kisbirtokukra költöztek.
Gyermekéveit Kótajon töltötte, de apja 1849. március 19-én (43 évesen) meghalt. Hory Farkas özvegyen maradt édesanyja 1820-ban Tasnádra költözött testvéréhez, aki a családi vagyont felügyelte, és szerencsétlenül elherdálta. Az özvegy két év múlva férjhez megy egy Nagykárolyi férfihoz, és oda is költözik. Egy év múlva azonban ismét özvegyi sorsra jut, és Szilágynagyfaluba költözik, ahol a család még megmaradt birtokai voltak. 
Hory Farkas 1823-tól a zilahi kollégiumban tanult, a gimnáziumot a kolozsvári ev. ref. kollégiumban 1831-ben fejezte be. Utána ugyanitt filozófiai, jogi és teológiai tanulmányokat folytatott. Ocsvay Ferenc barátjával előbb Pestre ment, ahol látogatást tett Vörösmarty Mihálynál, majd Bécsbe utaztak. 1839-ben segédlelkész lett, 1840 októberében magyargyerőmonostori pappá választották, ott is maradt haláláig. Ott a részben már elrománosodott magyarokat nagy erőfeszítéssel igyekezett nemzeti öntudatra ébreszteni.
1842-ben feleségül vette tanítványának testvérét, a nemes családból származott Aumüller Rózát. A felesége rendkívül jól gazdálkodott a család vagyonával, ezért amikor Magyargyerőmonostorra kerülnek, viszonylag rendezett körülmények között élnek. Eladják a Nagyfalusi bírtokot, és a Magyarvalkón található kis erdőséget, amit a monostori gazdálkodásba fektetnek. Hory Farkas kezelte a Kemény család erdejét is, ami szintén szép jövedelmet hozott a családnak. A gazdaságot szinte teljesen egyedül a felesége végezte, amíg Hory a lelkészi munkának, és a kedvtelésének szentelhette ideje legnagyobb részét. Mivel hiányzott neki az alföldi gazdálkodó életmód, megpróbálkozott a szőlőtermesztéssel is, ám fáradozásai eredményteleneknek bizonyultak. Hogy valamiképp a szüreti hangulatot felidézze, minden ősszel néhány szekér szőlőt hozatott az alföldről, a fürtöket paszulykaróra kötözte, amit aztán a monostori gyerekek szüreteltek le és fogyasztottak el nagy lelkesedéssel.
A régi paplak 1852 táján leégett, ezért a lelkészcsaládnak el kellett költöznie onnan. Az egyházközség megvásárolta a templom mellett területet, ami akkor kemény Imre bírtokában állott. A különc báró nem nagyon szerette a gazdálkodást, inkább a békák brekegésében szeretett gyönyörködni. Hogy minél több időt szentelhessen eme kedvtelésének, egy békástavat kotortatott és naphosszat ott ült mellette. Egy kúriát is akart építeni, ám amikor a falak már álltak, abbahagyta az építkezést.  A roskatag épületet végül az egyház megvette. Egy kis ideig itt lakott Hory Farkas és a családja, ám néhány esztendő múlva megvásárolták a Kabos János féle kúriát a hozzá tartozó földekkel. Élete hátralevő részét ebben a kúriában élte le úri kényelemben, ahonnan kedvenc négyesfogatán látogatott el gyakran a környező falvakba. 
Öt gyermeke született, akik közül Giza nem sokkal a születése után meghalt. Az anyakönyv tanúsága szerint alig hat órát élt. A fia, Farkas három éves korában halt meg skarlátban. Mivel hozzá több emlék fűzte, a veszteség nagyobb fájdalmat okozott neki. Az anyakönyvben egy rövid versikével emlékezik meg a fiáról:
Ki írja le az apának
Szívet metszó mély bánatát, 
Midőn halottúl jegyzi fel
Gyönyörű kedves magzatát?

Korán fejlett bájos virág!
Virultad míly kurta vala,
Oly hosszú és örök éber
Szüleid méltó bánata.

A két gyerek elvesztése után az 1842-ben született Etelka (Gyarmathy Zsigáné) a család szeme fényévé vált. Béla fia, 1846-ban látta meg a napvilágot és a költő Hory Farkas Vörösmartyt kéri fel a keresztapaságra, akitől ezt a választ kapja: „Mi a keresztatyaságot illeti, reménylem, volt ön annyi bizalommal irántam, hogy nevemet válaszom nélkül is beiratta, mit ha elmulasztott, igen kellene sajnálnom, ha helyre hozni nem lehetne. Fogadja üdvözletemet és szerencsekívánatomat s adja által tisztelt nejének s mondja meg a most született kis honfinak, midőn megérteni fogja, hogy keresztapja nem adhat egyebet, mint azon óhajtásának kifejezését, hogy fáradatlan szorgalom, okos és becsületes munkásság által szerezhesse meg azon függetlenséget, mely szükséges, hogy magának jólétet biztosítson, hazájának hasznos szolgálata legyen.”  
Farkas fia 1848. október 31-én született, akit édesapja úgy vezetett be az anyakönyvbe, hogy a „forradalom napjaiban” született. 
Hory nagyon szerette a barátságot, a társas életet, vendégszeretete ismert volt a környékbeliek számára. Lelkipásztorként gondosan és lelkiismeretesen végezte a munkáját. Magyargyerőmonostoron már ekkor román többség élt, és Hory volt az, aki a nemzeti öntudatot feléleszti és megerősíti a gyülekezeti tagokban. A hívei szerették és tisztelték, minden ügyes-bajos dolgaikkal papjukhoz fordultak. Az igehirdetéseit egyszerű hangon, népies stílusban tartotta, hogy a leg egyszerűbb ember is megértse az üzenet. Kitüntetésre soha nem vágyott, mégis 1853-ban tanácsbíróvá, 1858-ban aljegyzővé, 1864-ben pedig főjegyzővé választják. 
Mély fájdalommal nehezedett rá felesége elvesztése, aki 1869-ben hunyt el. A bánatból soha nem bírt felépülni, és alig néhány évvel a felesége elvesztése után 1872. október 25 én meglat. 
Az egyház terén kifejtett buzgóságáért 1853-ban tanácsbíróvá, 1858-ban aljegyzővé, 1864-ben főjegyzővé választották. 1863-tól 1871-ig állandóan jelen volt az egyházkerületi zsinatokon, közgyűléseken. Híresek voltak zsinati humoros poémái.
Költeményeivel a Kolozsvári Reményben (1840) és az Athenaeumban(1840) jelentkezett először. Írt cikkeket a kolozsvári Vasárnapi Ujságba (1844–1845; cikkei és költeményei jelentek meg a pesti Vasárnapi Ujságban (1854–1859 többek közt Debreczeni Márton életrajza, Nemes vetély című dicséretet nyert balladája; népdalaival háromszor nyert ugyanott pályadíjat) és más lapokban is. Kötetbe gyűjtött versei Költeményei címmel 1858-ban Kolozsváron jelentek meg.